# Mittelndorfer Mühle

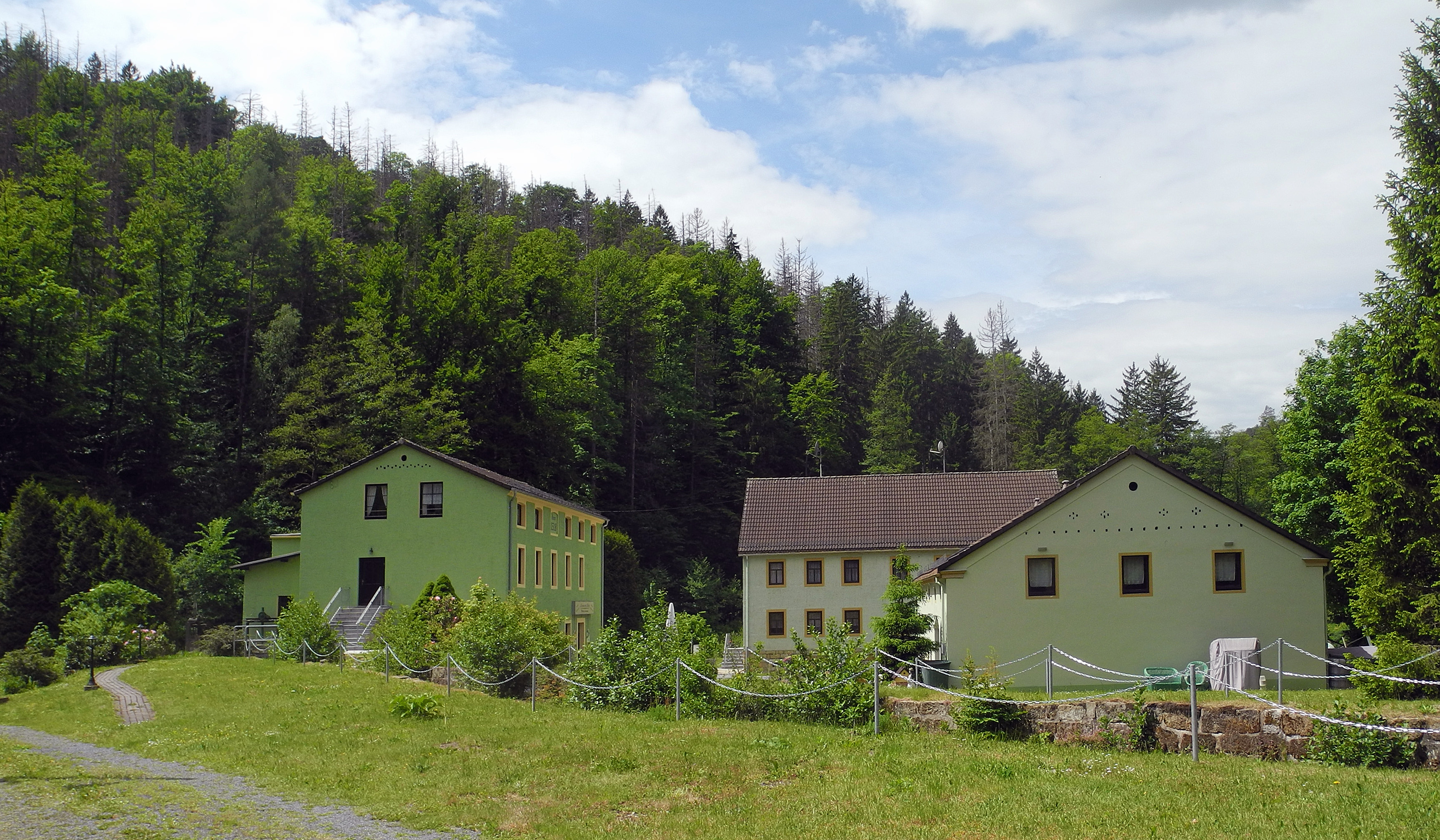
Die Mittelndorfer Mühle im Kirnitzschtal

Die Mittelndorfer Mühle ist eine historische Mühle im Tal der Kirnitzsch in der Sächsischen Schweiz. Der Gebäudekomplex wird seit 1965 als Pension genutzt.

## Lage

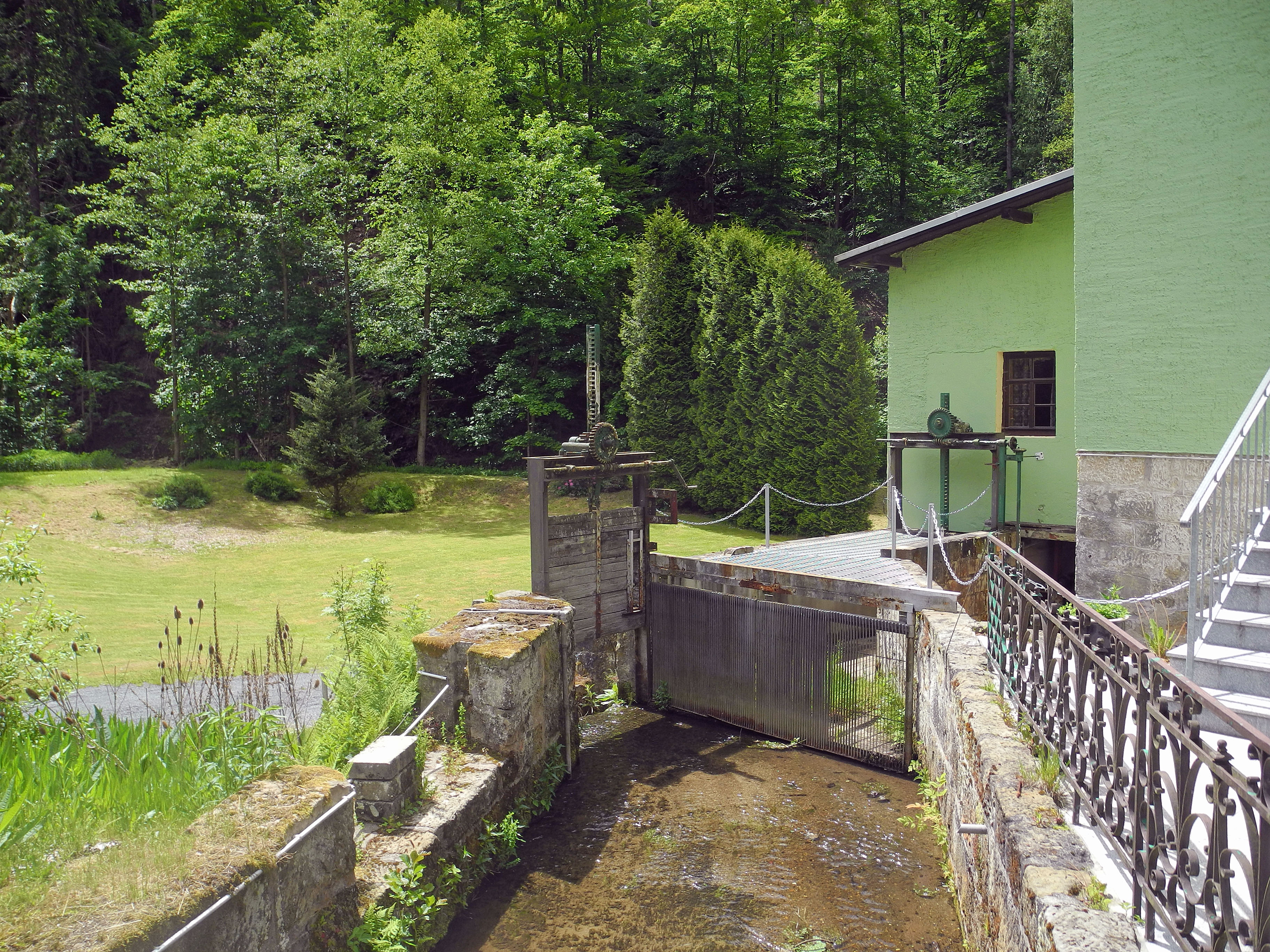
Mühlgraben der Mittelndorfer Mühle

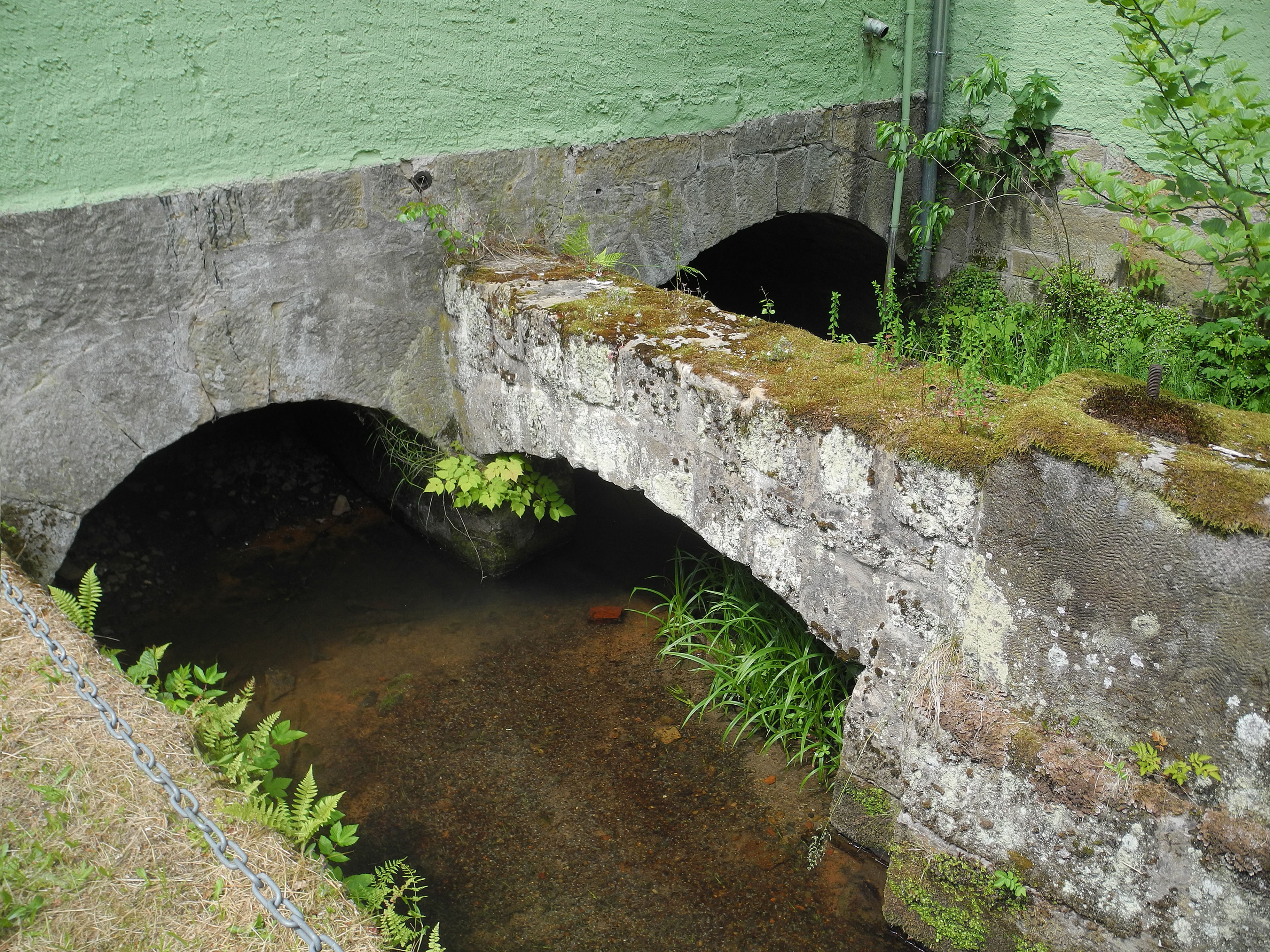
Zwei ehem. Radstuben der Mühle

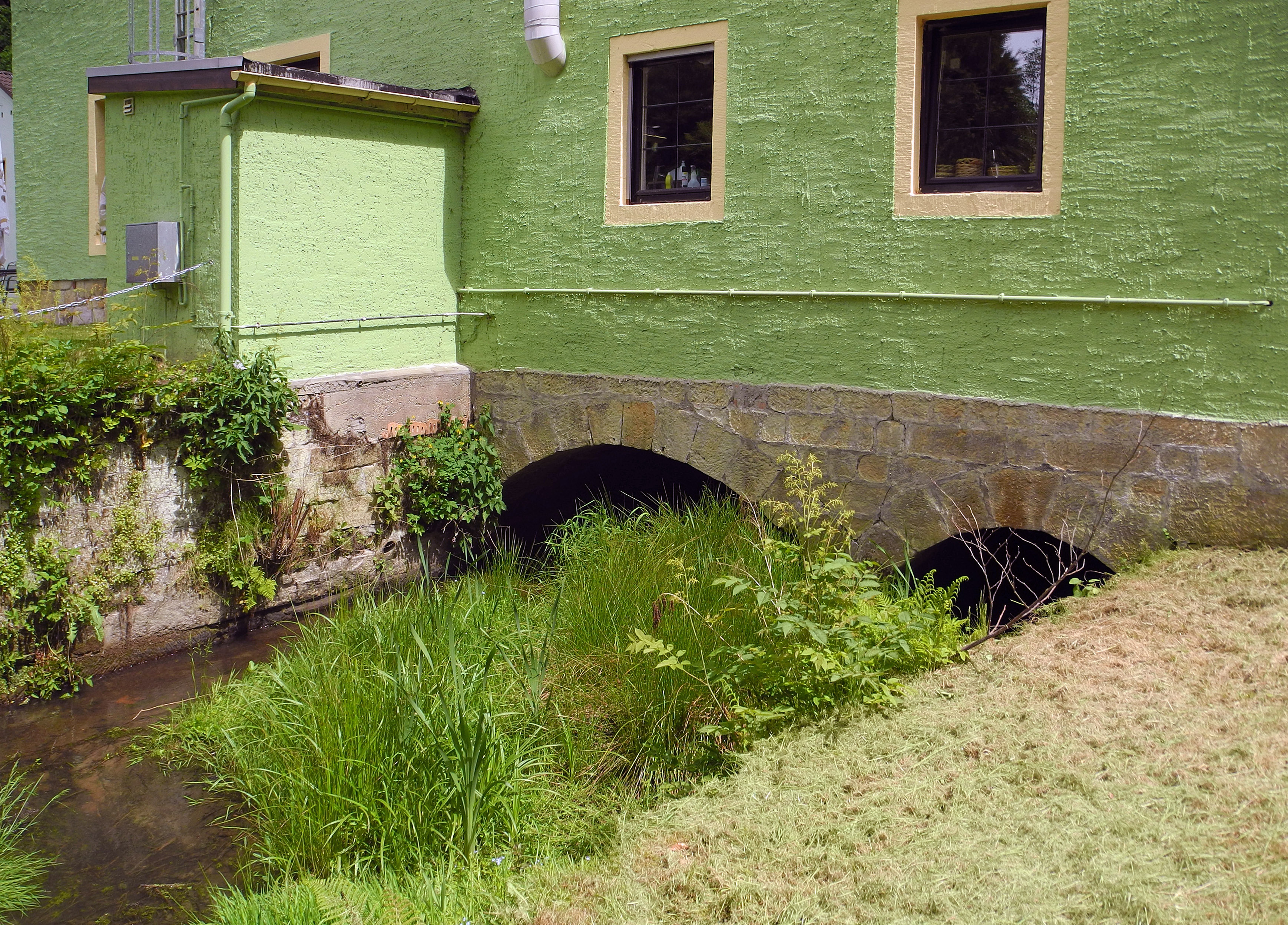
Auslauf des Mühlgrabens

Die Mittelndorfer Mühle liegt am Unterlauf der Kirnitzsch an einer der Stellen, wo sich das Tal ein wenig weitet. Sie gehört zur Stadt Sebnitz. Der Ort Mittelndorf, von dem sich der Name ableitet, liegt oberhalb des Tals der Kirnitzsch. Die Mittelndorfer Mühle ist eine Haltestelle der Kirnitzschtalbahn.

## Geschichte

### 16. Jahrhundert
Die Mühle wurde 1518 erstmals urkundlich erwähnt. Zu diesem Zeitpunkt bestand sie schon, allerdings gibt es keine früheren Zeugnisse. Nach den Angaben im Hohnsteiner Amtserbbuch von 1547 war hier im Jahr 1548 der Müller Matts Kott (auch Kotte) tätig und dem Amte gegenüber für seine Mahl- und Brettmühle zinspflichtig. 1576 war die Mahl- und Sägemühle im Besitz von Merten Brückner, einem Holzhändler in Schandau.
Brückner kaufte die Hölzer in verschiedenen Waldrevieren der Hinteren Sächsischen Schweiz, ließ die Stämme in seiner Mühle von einem Pachtmüller schneiden und danach als Schnittholz auf der Kirnitzsch nach Schandau flößen oder auf Wagen dahin transportieren. Von Schandau aus wurden die Hölzer schließlich elbabwärts auf Flößen und Schiffen oder zu Floßtafeln verbunden zu den Holzhöfen der an der Elbe liegenden Städte transportiert. Die Mittelndorfer Mühle hatte vor allen anderen damals im Kirnitzschtal bestehenden Mühlen den Vorteil, dass sie mit Schandau auch durch einen befahrbaren Weg verbunden war. Die Familie Brückner besaß die Mühle bis um 1660 und ließ sie durch Pächter bewirtschaften.

### 17. Jahrhundert
Um die Mitte des 17. Jahrhunderts war ein Balzer Mitzscherlich Pächter. Er geriet 1659 mit den Bäckerinnungen in Neustadt und mit dem Amt Hohnstein in Streit, weil er in seiner Mühle Semmeln backen und diese in den umliegenden Dörfern durch seine Kinder und das Gesinde verkaufen ließ. Damit verstieß er gegen die verbrieften Rechte der Bäckerzunft.
Mitzscherlich sorgte zur gleichen Zeit auch bei der Eigentümerfamilie Brückner und bei der Obrigkeit für Verärgerung und Aufsehen, weil er ohne vorher eingeholte Genehmigung mit dem Bau einer neuen Sägemühle auf einer zu Ostrau gehörenden Wiese im Kirnitzschtal begonnen hatte und sein Vorhaben auch durchsetzte (die heutige Ostrauer Mühle). Die mit der neuen Mühle entstandene Konkurrenz veranlasste vermutlich die Familie Brückner, ihren Besitz an den Müllermeister Martin Hohlfeld zu verkaufen. Aber auch dieser trennte sich bald wieder von der Mühle. 1670 befand sie sich im Besitz von mehreren Bürgern aus Schandau. 1698 war der ebenfalls in Schandau ansässige „Obergeleitsmann und Akzissteuereinnehmer“ Gottfried Conrad Eigentümer.

### 18. Jahrhundert
Nach Gottfried Conrads Tod im Jahr 1707 übernahm dessen Tochter Maria Magdalene Keller die Mühle.
Während ihrer Besitzzeit wurde zu den bereits vorhandenen zwei Mahlgängen noch ein dritter hinzugebaut. Sowohl die Besitzer als auch die Pächter taten ansonsten anscheinend wenig für die Erhaltung der Mühle. 1730 klagt nämlich der Müller Christian Mitzscherlich, dass er „eine sehr schlechte und geringe Mühle“ bewirtschafte, die weder einen Zug- und Zuchtviehstall noch Hutweide für das Vieh besitze. Im Jahr 1753 schreibt der „Erb-, Mahl- und Schneidemüller“ Johann Christian Hohtfeld an den Landesherrn, dass seine Mühle „alters halber“ so baufällig geworden sei, dass er nicht mehr sicher darin wohnen könne. Weil er beabsichtigte, eine neue Mühle zu bauen, bittet er den Kurfürsten, ihm das dafür notwendige Holz zu schenken oder wenigstens um einen billigen Preis zu überlassen. Er begründet seine im darauffolgenden Jahr wiederholte Bitte mit dem Hinweis auf den Schaden, den das Wehr seiner Mühle jedes Jahr durch den Floßbetrieb auf der Kirnitzsch erleide.
1764 waren in der inzwischen dem Müller Benjamin Kunze gehörenden Mitteldorfer Mühle zwei Mahlgänge und ein Schneidegang in Betrieb. Zur Mühle gehörten jetzt zwei Scheffel Wiesenland. Mahlgänge und Brettsäge wurden durch unterschlächtige Wasserräder angetrieben. Als 1799 Christian Gottlieb Kotte das Anwesen für 2450 Taler an Christian Gottlieb Rothe verkaufte, wurde als Zubehör auch ein „Mühlen-Teich“ erwähnt.

### 19. Jahrhundert
Da die Mühle an dem klassischen Wanderweg entlang der Kirnitzsch lag, der seit dem Ende des 18. Jahrhunderts von den „Schweizreisenden“ mit Vorliebe frequentiert wurde, wurde sie gerne als Raststätte gewählt. Bereits 1804 wurde sie als Nachtquartier empfohlen.
Im 19. Jahrhundert werden in den Akten Johann Christoph Schwartze (1816), Johann Gottfried Rämisch (1835) und Friedrich Gustav Rämisch (1881) als Besitzer der Mühle erwähnt. Johann Gottfried Rämisch löste 1835 die seit dem Mittelalter auf der Mühle lastenden Naturalabgaben in Form von Korn und Hafer gegen eine einmalige Zahlung von 4 Talern, 28 Groschen und 8 Pfennigen ab.
Unter dem Müller Friedrich Gustav Rämisch wurden 1867 die alten Wohn- und Wirtschaftsgebäude der Mühle abgebrochen und durch Massivbauten ersetzt. Er war auch der letzte Müller, der die Müllerei in der überkommenen Weise betrieb.
Rämischs Nachfolger Ferdinand Müller ließ 1882 in die Sägemühle (die Mahlmüllerei war schon vorher aufgegeben worden) eine Holzschleiferei und eine Anlage zur Herstellung von Pappen einbauen, die von zwei Turbinen angetrieben wurden.

### 20. und 21. Jahrhundert
Nach einem Brand im Jahr 1901 wurden die Gebäude wieder aufgebaut und erhielten damit im Wesentlichen ihre heutige Gestalt. Die Produktion wurde bis 1959 weitergeführt. Seit 1965 ist die Mittelndorfer Mühle eine Pension. Zwischen 2000 und 2004 wurde sie aufwendig saniert.